# Marcel Woods
Marcel Woods est un DJ et producteur de musique trance, originaire de Eindhoven (Pays-Bas).

## Biographie
Il a commencé sa carrière en 1990 et a participé depuis à plusieurs festivals tels que Dance Valley, Defqon.1, Innercity, Sensation et Trance Energy. En 2006, son titre Advanced est rendu populaire par DJ Tiësto et est repris comme thème lors de l'édition 2006 de Trance Energy.
Il a réalisé quelques singles sous le pseudonyme Mr. Rowan ainsi qu'un remix du thème de Sensation 2002.

## Discographie

### Albums
- ID&T Hardtrance 4 (2004)
- Dance Valley Festival 2005: Sunset (2005)
- High Contrast Recordings presents Marcel Woods (2006)

### Singles
- Marcel Woods - De Bom
- Nico Parisi vs. Marcel Woods / DJ Frederik - Dramatic Feelings / Reflections
- Marcel Woods - The Exsample E.P.
- Woods & Jorn - Trance Maniac
- Marcel Woods - Driver EP (1997)
- Marcel Woods - BlackMen (1999)
- Marcel Woods - In Your Soul (1999)
- Marcel Woods - Mescalinum / Believer (1999)
- Mr. Rowan - Freedom EP (1999)
- Mr. Rowan - The Past, Present, & Future E.P. (1999)
- Marcel Woods - Push-E-Cat (2000)
- Marcel Woods - De Bom 2001 (2001)
- DJ Gert vs. DJ Marcel Woods - Once Upon A Time In The West (2001)
- Marcel Woods & Walt - Te Quiero (2001)
- Marcel Woods - De Bom 2001 Revisited (2002)
- Marcel Woods - Drama (2002)
- DJ Gert vs. Marcel Woods - Once Upon A Time In The West (Remixes) (2002)
- Mr. Rowan - Skinny Witch Bitch Size Two (2002)
- Marcel Woods - A Decade (2003)
- Marcel Woods - Serenity (2003)
- Marcel Woods - Time's Running Out (2003)
- Marcel Woods - Static State (2004)
- Marcel Woods - Advanced (2005)
- Marcel Woods - Cherry Blossom / Beautiful Mind (2005)
- Marcel Woods vs. Jesselyn - Flora / Fauna (2005)
- Marcel Woods - Accelerate (2006)
- Marcel Woods - Monotone (2006)
- Marcel Woods - Signed, Sealed And Delivered (It's Yours E.P.) (2006)
- Marcel Woods ft. Vanbot - Bring it Back (2013)